# Épineau-les-Voves
Épineau-les-Voves este o comună în departamentul Yonne, Franța. În 2009 avea o populație de 715 de locuitori.

## Evoluția populației
| An        | 1975 | 1982 | 1990 | 1999 | 2006 | 2009 |
| --------- | ---- | ---- | ---- | ---- | ---- | ---- |
| Populație | 492  | 574  | 659  | 665  | 723  | 715  |